# IC 2394
IC 2394 је спирална галаксија у сазвјежђу Рак која се налази на листи објеката дубоког неба у Индекс каталогу.
Деклинација објекта је + 28° 14' 11" а ректасцензија 8h 47m 6,7s. Привидна величина (магнитуда) објекта IC 2394 износи 14,1 а фотографска магнитуда 14,9. IC 2394 је још познат и под ознакама UGC 4595, MCG 5-21-9, CGCG 150-31, PGC 24678.